# 现任中国共产党省级行政区委员会专职副书记列表
本列表列出现任中国共产党省级行政区委员会专职副书记。通常，一般的省区市党委设两名副书记，其中一名为本行政区的政府首长，另一名通常称作专职副书记。对于新疆、西藏两个有多名党委副书记的自治区，本表列出副部级的副书记。
各省级行政区现任专职副书记中，任职最长者是云南省委副书记石玉钢，自2021年11月12日起，至今3年267天；任职最短者是黑龙江省委副书记刘惠，自2025年8月1日起，至今5天；最年长者是60岁的重慶市委副书记李明清，出生于1965年6月；最年轻者是52岁的海南省委副书记杨晋柏，出生于1973年4月。有4位女性，分别是吉林省委副书记吴海英、福建省委副书记郭宁宁、山东省委副书记王宇燕和陕西省委副书记邢善萍；有3位少数民族人士，是贵州省委副书记马汉成（回族）、云南省委副书记石玉钢（苗族）和甘肃省委副书记石谋军（苗族）。目前，山西和安徽的专职副书记处于空缺状态，列表中显示了空缺开始的时间。
| 属性： 中央委员 中央候补委员 中央纪委委员 |

## 概述
2004年9月，中共十六届四中全会召开，通过了《中共中央关于加强党的执政能力建设的决定》。《决定》明确指出，要“减少地方党委副书记职数，实行常委分工负责，充分发挥集体领导作用。”因此，2006年下半年换届后，除了新疆、西藏之外，中国内地其他省区市党委的副书记人数开始减少到两名。
除了省委书记、省长、省人大常委会主任、省政协主席等省部级正职岗位以外，专职副书记乃是一省（自治区、直辖市）职务最高的副职，堪称“首副”。而且专职副书记成为省部级正职领导干部的后备梯队已经形成了一种趋势。

## 直辖市
| 直辖市委员会 | 现任专职副书记 | 上任或出缺日期 （任职或悬缺时间） | 出生年月           | 兼任职务                                  | 信息源 | 属性 |
| ------------ | -------------- | --------------------------------- | ------------------ | ----------------------------------------- | ------ | ---- |
| 北京市委员会 | 游钧           | 2025年2月26日 （161天）           | 1966年1月 （59岁） | 市委党校校长                              | [ 6 ]  |      |
| 天津市委员会 | 刘桂平         | 2025年5月23日 （75天）            | 1966年5月 （59岁） | 市委教育工委书记                          | [ 7 ]  |      |
| 上海市委员会 | 朱忠明         | 2024年7月19日 （1年18天）         | 1972年4月 （53岁） | 市委政法委书记 中国浦东干部学院第一副院长 | [ 8 ]  |      |
| 重庆市委员会 | 李明清         | 2022年5月31日 （3年67天）         | 1965年6月 （60岁） | 市人大常委会副主任                        | [ 9 ]  |      |

## 省委
| 省委员会       | 现任专职副书记  | 上任或出缺日期 （任职或悬缺时间） | 出生年月            | 兼任职务                                   | 信息源 | 属性   |
| -------------- | --------------- | --------------------------------- | ------------------- | ------------------------------------------ | ------ | ------ |
| 河北省委员会   | 王陆进          | 2024年6月28日 （1年39天）         | 1968年10月 （56岁） |                                            | [ 10 ] |        |
| 山西省委员会   | 空缺中          | 2025年1月20日 （198天）           | 不適用              | 不適用                                     | [ 11 ] | 不適用 |
| 辽宁省委员会   | 熊茂平          | 2025年7月21日 （16天）            | 1967年2月 （56岁）  | 大连市委书记                               | [ 12 ] |        |
| 吉林省委员会   | 吴海英 （女）   | 2023年10月8日 （1年302天）        | 1967年2月 （58岁）  | 省委教育工委书记                           | [ 13 ] |        |
| 黑龙江省委员会 | 刘惠            | 2025年8月1日 （5天）              | 1966年9月 （58岁）  | 省委政法委书记，省委教育工委书记           | [ 14 ] |        |
| 江苏省委员会   | 刘小涛          | 2025年5月16日 （82天）            | 1970年7月 （55岁）  | 苏州市委书记                               | [ 15 ] |        |
| 浙江省委员会   | 王成            | 2025年1月10日 （208天）           | 1969年6月 （56岁）  |                                            | [ 16 ] |        |
| 安徽省委员会   | 空缺中          | 2025年1月6日 （212天）            | 不適用              | 不適用                                     | [ 17 ] | 不適用 |
| 福建省委员会   | 郭宁宁 （女）   | 2025年5月23日 （75天）            | 1970年7月 （55岁）  | 福州市委书记                               | [ 18 ] |        |
| 江西省委员会   | 陈永奇          | 2024年12月7日 （242天）           | 1967年11月 （57岁） | 中国井冈山干部学院第一副院长               | [ 19 ] |        |
| 山东省委员会   | 王宇燕 （女）   | 2024年10月23日 （287天）          | 1966年5月 （59岁）  | 省委政法委书记                             | [ 20 ] |        |
| 河南省委员会   | 张巍            | 2025年5月16日 （82天）            | 1968年11月 （56岁） | 省委政法委书记，省委教育工委书记           | [ 21 ] |        |
| 湖北省委员会   | 诸葛宇杰        | 2023年3月2日 （2年157天）         | 1971年5月 （54岁）  | 省委教育工作领导小组组长、省委教育工委书记 | [ 22 ] |        |
| 湖南省委员会   | 谢卫江          | 2025年7月18日 （19天）            | 1973年1月 （54岁）  | 岳阳市委书记                               | [ 23 ] |        |
| 广东省委员会   | 孟凡利          | 2022年4月19日 （3年109天）        | 1965年9月 （59岁）  | 深圳市委书记                               | [ 24 ] |        |
| 海南省委员会   | 杨晋柏          | 2025年3月31日 （128天）           | 1973年4月 （52岁）  | 省委政法委书记                             | [ 25 ] |        |
| 四川省委员会   | 于立军          | 2024年9月21日 （319天）           | 1967年8月 （58岁）  | 省委政法委书记                             | [ 26 ] |        |
| 贵州省委员会   | 马汉成 （回族） | 2024年12月31日 （218天）          | 1968年1月 （57岁）  | 省委政法委书记                             | [ 27 ] |        |
| 云南省委员会   | 石玉钢 （苗族） | 2021年11月12日 （3年267天）       | 1965年7月 （60岁）  | 省委教育工委书记                           | [ 28 ] |        |
| 陕西省委员会   | 邢善萍 （女）   | 2024年5月28日 （1年70天）         | 1968年4月 （57岁）  | 省委党校校长 中国延安干部学院第一副院长    | [ 29 ] |        |
| 甘肃省委员会   | 石谋军 （苗族） | 2023年12月8日 （1年241天）        | 1968年2月 （57岁）  | 省委党校校长                               | [ 30 ] |        |
| 青海省委员会   | 刘奇凡          | 2023年12月14日 （1年235天）       | 1967年4月 （58岁）  |                                            | [ 31 ] |        |

## 自治区委员会
| 自治区委员会           | 现任专职副书记 | 上任或出缺日期 （任职或悬缺时间） | 出生年月            | 兼任职务                                | 信息源 | 属性 |
| ---------------------- | -------------- | --------------------------------- | ------------------- | --------------------------------------- | ------ | ---- |
| 内蒙古自治区委员会     | 时光辉         | 2024年10月28日 （282天）          | 1970年1月 （55岁）  | 自治区党委政法委书记                    | [ 32 ] |      |
| 广西壮族自治区委员会   | 王维平         | 2024年9月20日 （320天）           | 1965年11月 （59岁） | 自治区党委党校校长                      | [ 33 ] |      |
| 西藏自治区委员会       | 刘江           | 2023年10月11日 （1年299天）       | 1967年6月 （58岁）  | 自治区政协党组书记 自治区党委政法委书记 | [ 34 ] |      |
| 宁夏回族自治区委员会   | 庄严           | 2023年8月24日 （1年347天）        | 1967年8月 （58岁）  |                                         | [ 35 ] |      |
| 新疆维吾尔自治区委员会 | 张柱           | 2023年12月18日 （1年231天）       | 1968年2月 （57岁）  | 乌鲁木齐市委书记                        | [ 36 ] |      |
| 新疆维吾尔自治区委员会 | 陈明国         | 2024年12月27日 （222天）          | 1966年10月 （58岁） | 自治区党委政法委书记                    | [ 37 ] |      |